# 존 리스
존 리스(John H. Leith; 1919년 9월 10일 - 2002년 8월 12일 ) 장로교 신학자중 한 사람으로 유니온 신학교에서 신학을 가르친 목사이다. 18권의 책을 저술하였으며 기독교 전반과 특히 개혁주의에 대한 책을 저술하였다.  초기에는 중도파였지만, 미국 장로교(PCUSA)에 대한 강한 비판을 한 것으로 알려져 있다.

## 저서

### 번역된 저서
- 개혁교회와 신학 ( 황승룡 옮김, 한국 장로교 출판사, 2001년 )
- 칼빈의 삶의 신학 ( 한국 장로교 출판사, 2002년 )

### 원서
- Introduction to the Reformed Tradition ( John Knox Press, 1977, 1981 )